# Geist: The Sin-Eaters
Geist: The Sin-Eaters é um jogo de RPG de mesa para o cenário fictício Mundo das Trevas criado pela editora White Wolf. Foi lançado em agosto de 2009.
"Geist" refere-se a um espírito ligado a um ser humano, uma vez morto, resultando em um Sin-Eater.

## Histórico das publicações
- The Return of Mr. Monster (Junho 2009) Quickstart Guide
- Geist: The Sin-Eaters (Agosto de 2009)
- SAS: Dem Bones (PDF apenas) (Agosto de 2009)
- SAS: The House Always Wins (PDF apenas) (Agosto de 2009)
- Book of the Dead (Outubro de 2009)
- SAS: Through the Ebon Gate (PDF apenas) (Dezembro de 2009)